# Xysticus xerodermus
Xysticus xerodermus är en spindelart som beskrevs av Embrik Strand 1913. Xysticus xerodermus ingår i släktet Xysticus och familjen krabbspindlar. Inga underarter finns listade i Catalogue of Life.